# Schizocosa cecili
Schizocosa cecili är en spindelart som först beskrevs av Pocock 1901.  Schizocosa cecili ingår i släktet Schizocosa och familjen vargspindlar.
Artens utbredningsområde är Zimbabwe. Inga underarter finns listade i Catalogue of Life.